# Chúa Nhật Lễ Lá

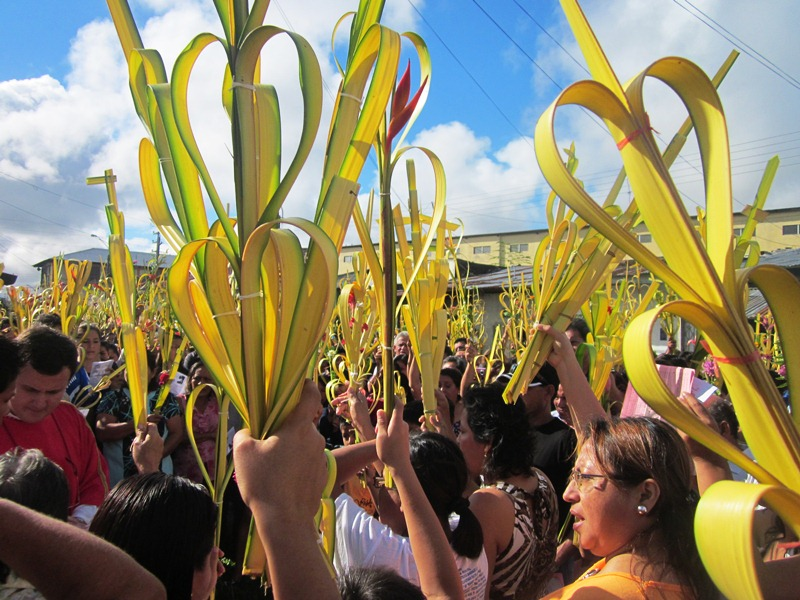
Đám đông đang giơ cành lá trong một buổi Lễ Lá.

Chúa Nhật Lễ Lá (tiếng Anh: Palm Sunday) là Chúa Nhật trước Chúa Nhật Phục Sinh, là Chúa Nhật cuối cùng của Mùa Chay và Tuần Thánh được bắt đầu từ ngày này. Trong Giáo hội Tây phương, Chúa Nhật Lễ Lá luôn luôn rơi vào một chủ nhật giữa ngày 15 tháng 3 và 18 tháng 4.
Chúa Nhật Lễ Lá là một ngày lễ quan trọng của người Kitô giáo, kỷ niệm một sự kiện được viết trong bốn sách Phúc âm quy điển (Máccô 11: 1-11, Matthêu 21: 1-11; Luca 19: 28-44; và Gioan 12: 12-19) kể về việc Chúa Giêsu tiến vào thành Giê-ru-sa-lem trước khi chịu khổ hình.
Trong nhiều giáo phái Kitô giáo, như Giáo hội Luther, Phong trào Giám lý, Công giáo Rôma, Truyền thống Cải cách, Giáo hội Trưởng lão và Anh giáo, các buổi lễ thờ phượng vào ngày này bao gồm một đoàn rước kiệu diễu hành với lá cọ trên tay, đại diện cho đám đông mang lá cọ chào mừng Chúa Giêsu khi ngài tiến vào thành Giê-ru-sa-lem.
Truyền thống lễ này sử dụng lá cọ trong các nghi lễ, nhưng vì ở các vùng miền khác nhau có thể không có cọ hoặc khó tìm được, dẫn tới việc thay thế lá cọ bằng những cành cây thủy tùng, cây liễu hay những cái cây bản xứ khác. Ở Việt Nam, hầu hết các nhà thờ sử dụng lá dừa hoặc dừa nước.

### Tường thuật trong các sách Phúc Âm

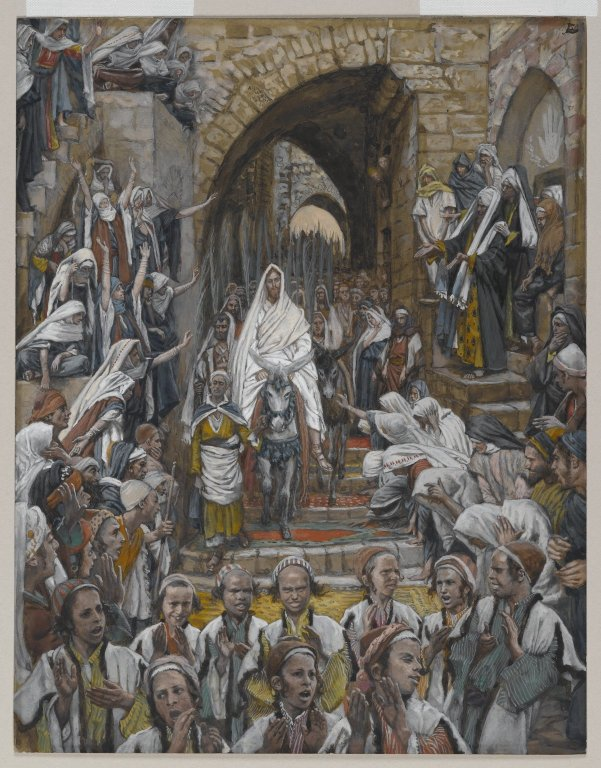
Giêsu cưỡi lừa tiến vào Giê-ru-sa-lem, tranh của James Tissot.

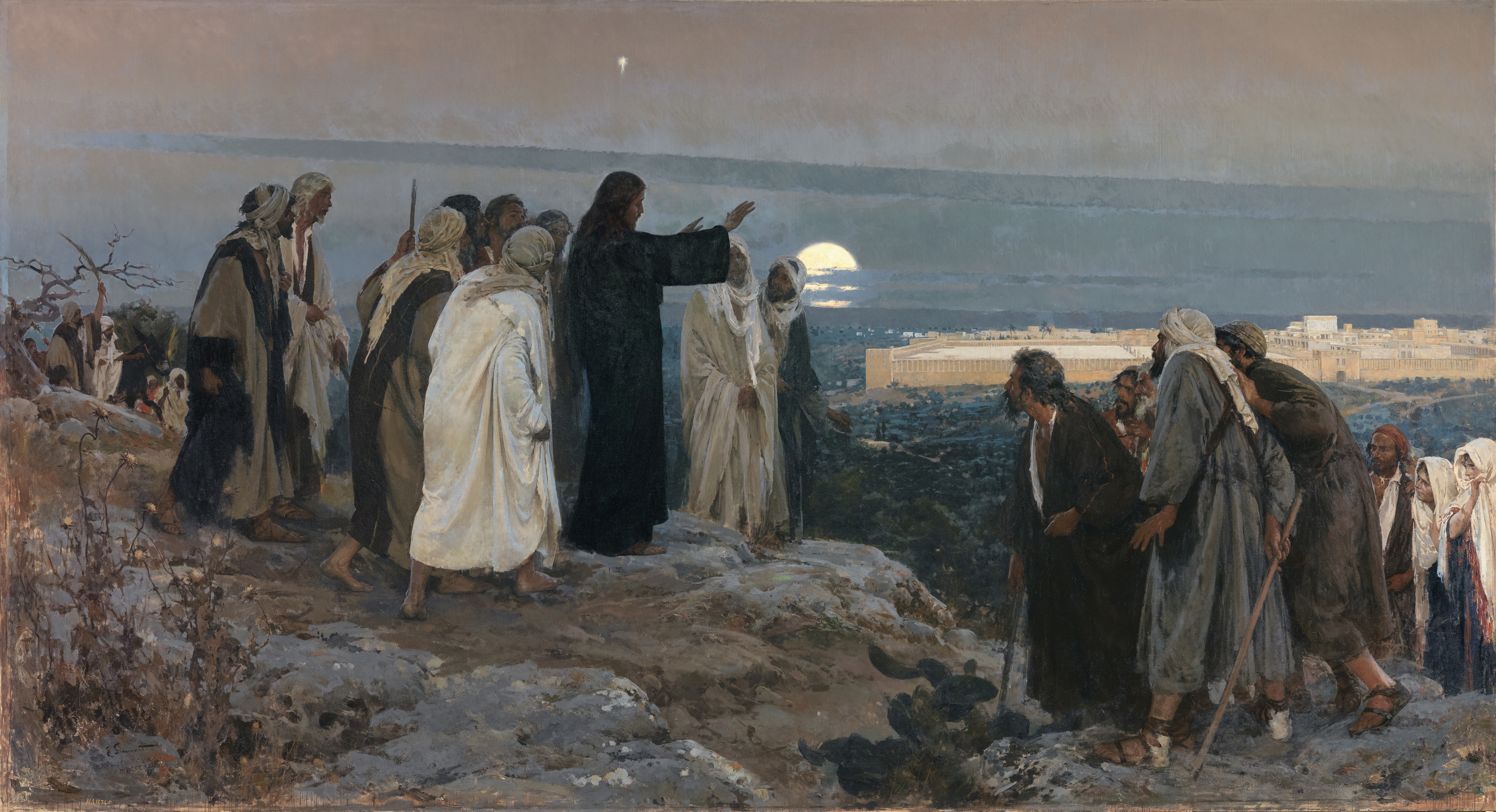
“Flevit super illam” (Người khóc cho nó); tranh của Enrique Simonet, 1892.